# Желтогорлая мышь
Желтогорлая мышь (лат. Apodemus flavicollis) — вид грызунов семейства мышиных (Muridae).
Желтогорлая мышь похожа на европейскую мышь (Apodemus sylvaticus), с которой её долго путали. Была признана отдельным видом в 1894 году. Она отличается полосой жёлтого меха вокруг шеи, у неё уши большей величины и сама она, как правило, немного крупнее. Достигает в длину 10 см. Питается как и все грызуны.
Может забираться на деревья и иногда зимует в домах. Встречается преимущественно в южной части Европы, но иногда попадается на севере, в частности она обитает в Скандинавии и Великобритании.
Вид занесен в Красную книгу Московской области (2008). Исключена из Красной книги Московской области в 2018 году. http://mep.mosreg.ru/download/document/26500
Желтогорлая мышь является разносчиком различных заболеваний. Среди наиболее опасных можно выделить клещевой энцефалит. Кроме того, в 1992 году было обнаружено, что мышь является естественным резервуаром для хантавируса Dobrava-Belgrade virus, который вызывает геморрагическую лихорадку с почечным синдромом.